# Agapetus tapaiacus
Agapetus tapaiacus là một loài Trichoptera trong họ Glossosomatidae. Chúng phân bố ở miền Cổ bắc.